# Amylocorticiales
Amylocorticiales K.H. Larss., Manfr. Binder & Hibbett – rząd grzybów z grupy pieczarniaków (Agaricomycetes).

## Charakterystyka
Amylocorticiales to przeważnie nadrzewne grzyby saprotroficzne rozwijające się na martwym drewnie i wywołujące białą lub brunatną zgniliznę drewna. Czasami są pasożytami roślin. Są grzybami kortycjoidalnymi, tworzącymi na podłożu rozpostarte bazydiokarpy w postaci ściśle przylegającej cienkiej błonki, lub rozpostarto-odgięte, a czasami także siedzące. Mają gładkie hymenofory, które mogą być merulioidalne (pomarszczone z niskimi, nierównymi grzbietami), irpikoidalne (z „zębami”) lub poroidalne (z porami). System strzępkowy jest monomityczny (zawiera tylko strzępki generatywne), wszystkie są septowane. Cystydy są rzadkie, a jeśli występują, to mają kształt rurki i często są septowane. Podstawki tworzą się przeważnie na końcach strzępek, ale w jednym rodzaju powstają bocznie na poziomych strzępkach (pleurobazydia). Zawsze są czterozarodnikowe. Bazydiospory gładkie, cienkościenne lub grubościenne, elipsoidalne, cylindryczne lub kiełbaskowate, u większości gatunków amyloidalne. Taksony, które nie wykazują reakcji amyloidalnej to Ceraceomyces, Podoserpula, Serpulomyces i Leptosporomyces septentrionalis.

## Systematyka
Pozycja w klasyfikacji według Index Fungorum
Agaricomycetidae, Agaricomycetes, Agaricomycotina, Basidiomycota, Fungi.
Według Dictionary of the Fungi jest to takson monotypowy z jedną rodziną, do której należy 13 rodzajów:
- rodzina Amylocorticiaceae Jülich 1982
  - rodzaj Amyloathelia Hjortstam & Ryvarden 1979
  - rodzaj Amyloceraceomyces S.H. He 2020
  - rodzaj Amylocorticiellum Spirin & Zmitr. 2002
  - rodzaj Amylocorticium Pouzar 1959 – skórkobłonka
  - rodzaj Amyloxenasma (Oberw.) Hjortstam & Ryvarden 2005
  - rodzaj Anomoloma Niemelä & K.H. Larss. 2007
  - rodzaj Anomoporia Pouzar 1966
  - rodzaj Ceraceomyces Jülich 1972 – woskowniczek
  - rodzaj Irpicodon Pouzar 1966
  - rodzaj Plicaturopsis D.A. Reid 1964
  - rodzaj Podoserpula D.A. Reid 1962
  - rodzaj Serpulomyces (Zmitr.) Zmitr. 2002

Polskie nazwy według W. Wojewody